# Ernest T. Eaton
Ernest T. Eaton (* 11. September 1877 in Atkinson, Piscataquis County, Maine; † 23. August 1957 in Kalispell, Montana) war ein US-amerikanischer Politiker. Im Jahr 1934 und  zwischen 1941 und 1949 war er Vizegouverneur des Bundesstaates Montana.

## Werdegang
Über die Jugend und Schulausbildung von Ernest Eaton ist nichts überliefert. Er lebte für einige Zeit in Des Moines (Iowa) und kam dann zu einem unbekannten Zeitpunkt nach Montana, wo er sich in Billings niederließ. Dort war er Schulrat. Im Jahr 1908 gründete er das Billings Polytechnic Institute, das heutige Rocky Mountain College. 1931 war er Präsident dieses Institutes. Außerdem wurde er Mitglied der Freimaurer. Politisch schloss er sich der Republikanischen Partei an. Zwischen 1915 und 1919 sowie nochmals von 1923 bis 1925 saß er als Abgeordneter im Repräsentantenhaus von Montana; von 1925 bis 1933 gehörte er dem Staatssenat an. 1934 war er für ein Jahr kommissarischer Vizegouverneur seines Staates unter Gouverneur Frank Henry Cooney. Dieses Amt übte er als Nachfolger von Tom Kane aus. Dann wurde er von Elmer Holt abgelöst.
1940 wurde Eaton an der Seite von Sam C. Ford zum regulären Vizegouverneur von Montana gewählt. Dieses Amt bekleidete er zwischen 1941 und 1949. Dabei war er Stellvertreter des Gouverneurs und formaler Vorsitzender des Staatssenats. Nach seiner Zeit als Vizegouverneur ist er politisch nicht mehr in Erscheinung getreten. Er starb am 19. August 1957.